# Walter Raleigh
Sir Walter Raleigh (circa 1552 - 29 d'octubre de 1618) fou un aristòcrata anglès, escriptor, poeta, soldat, cortesà, i explorador que en gran part es coneix també per popularitzar el consum de tabac a Anglaterra.
Raleigh nasqué en el si d'una família protestant de Devon. Era fill de Walter Raleigh i Catherine Champernowne. Poc és conegut de segur de la seva joventut, encara que passà un xic de temps a Irlanda, al castell de Killua, Clonmellon, comtat de Westmeath, que participà en la supressió de rebel·lions i que participà en dues massacres infames a l'Illa de Rathlin i Smerwick. Més tard, esdevé amo de propietats confiscades als irlandesos. Guanyà ràpidament el favor d'Elisabet I d'Anglaterra, i fou armat cavaller el 1585. Estava implicat en la primera colonització anglesa de Virgínia sota una patent reial. El 1591, secretament, es casà amb Elisabet Throckmorton, dama de companyia de la reina, sense el permís d'aquesta, per la qual cosa ell i la seva muller foren enviats a la torre de Londres. Després del seu alliberament, es retiraren a la seva propietat de Sherborne, Dorset.
El 1594, Raleigh tingué notícies d'una «ciutat d'or» a Amèrica del Sud i navegà per trobar-la, i publicà un conte exagerat de les seves experiències en un llibre que contribuí a la llegenda d'El Dorado. Després que la reina Elisabet morís el 1603, Raleigh fou empresonat altre cop a la torre, aquest cop per estar presumptament implicat en el complot de Maine contra el rei Jaume I d'Anglaterra i VI d'Escòcia, que no afavoria els seus interessos. Tanmateix, el 1616 fou alliberat per dirigir una segona expedició a la recerca d'El Dorado. Aquesta fou infructuosa i soldats sota el seu comandament saquejaren un lloc d'avançada espanyol. Retornà a Anglaterra, i per apaivagar els espanyols fou arrestat i executat el 1618.

## Joventut

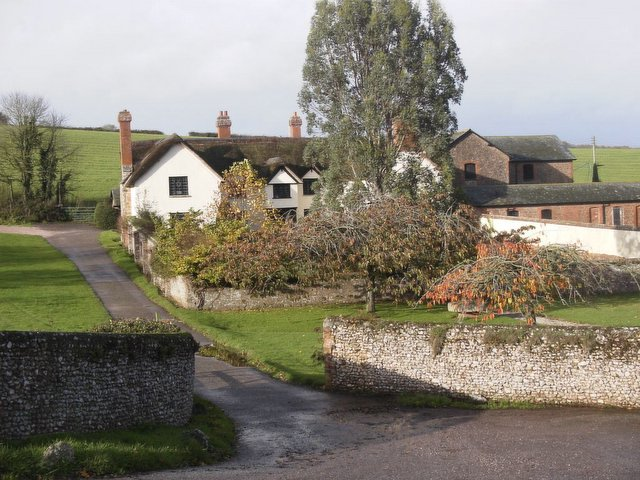
Casa natal de Raleigh

Poc se sap de la seva data de naixement. Alguns historiadors creuen que Raleigh nasqué el 1552, mentre que d'altres la situen el 1554. Cresqué a la casa d'Hayes Barton, un pagès, al poble d'East Budleigh, no llunyà de Budleigh Salterton a Devon, Anglaterra. Era el més jove de cinc fills de Catherine Champernowne en dos successius matrimonis. Els seus mitjos germans, John Gilbert, Humphrey Gilbert, Adrian Gilbert, i el seu germà gran Carew Raleigh, foren també prominents durant el regnat d'Elisabet I i Jaume I. Catherine Champernowne era neboda de Kat Ashley, la institutriu d'Elisabet, que introduïa els homes joves a la cort.

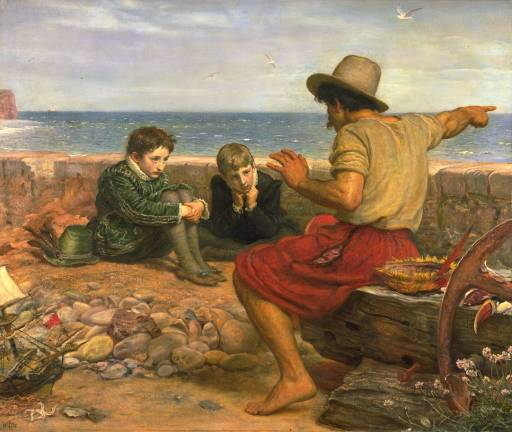
John Everett Millais, The Boyhood of Raleigh ('La Infantesa de Raleigh') (1871)

La família de Raleigh, que tenia una orientació religiosa fortament protestant, hagué de fugir un cert nombre de cops durant el regnat de la reina catòlica Maria I d'Anglaterra. En el més notable d'aquests, el pare de Raleigh s'hagué d'amagar en una torre per evitar l'execució. De resultes d'això, durant la seva infantesa, Raleigh desenvolupà una aversió envers el catolicisme i es demostrà ràpid a expressar-ho després de l'ascens al tron de la reina protestant Elisabet I d'Anglaterra el 1558.
El 1568 o 1572, Raleigh es matriculà com a universitari a l'Oriel College (Oxford), però no sembla que hagués estat resident. El 1575, s'inscrigué a la Societat de Middle Temple. La seva vida entre aquestes dues dates és incerta, però, a partir d'una referència a la seva Història del món, sembla que serví amb els hugonots francesos en la batalla de Jarnac, el 13 de març de 1569. En el seu judici, el 1603, manifestà que mai havia estudiat dret.

## Irlanda
Entre 1579 i 1583, Raleigh participà en la supressió de les rebel·lions de Desmond. Fou present al setge de Smerwick, on supervisà la massacre de soldats italians i espanyols després que s'haguessin rendit. Després de la redistribució dels territoris dels revoltats, Raleigh rebé 40.000 acres (uns 160 km²), incloent les ciutats costaneres emmurallades de Youghal i Lismore. Això en feia un dels principals terratinents a Munster, però gaudí d'un èxit limitat en fer que els llogaters anglesos s'instal·lessin a les seves propietats. Durant els seus disset anys com a amo irlandès, freqüentment residí al castell de Killulagh, Clonmellon, comtat de Westmeath; Raleigh feu de la ciutat de Youghal residència ocasional. En fou alcalde entre 1588 i 1589.
Entre les coneixences de Raleigh a Munster, hi havia un altre anglès a qui s'havia concedit terra allà, el poeta Edmund Spenser. Durant la dècada del 1590, ell i Raleigh van viatjar junts des d'Irlanda fins a la cort londinenca. Spenser va presentar part del seu poema èpic, La reina Fada a Elisabet I.
El jove Raleigh no va gestionar gaire bé les seves propietats irlandeses, el que va contribuir al descens de la seva fortuna. El 1602 va vendre les terres a Richard Boyle, 1r comte de Cork. Boyle posteriorment va prosperar sota els reis Jaume I i Carles I. Després de la mort de Raleigh, els familiars de Raleigh van demanar una compensació a Boyle argumentant que Raleigh havia tancat un tracte clarament injust.

## Adultesa

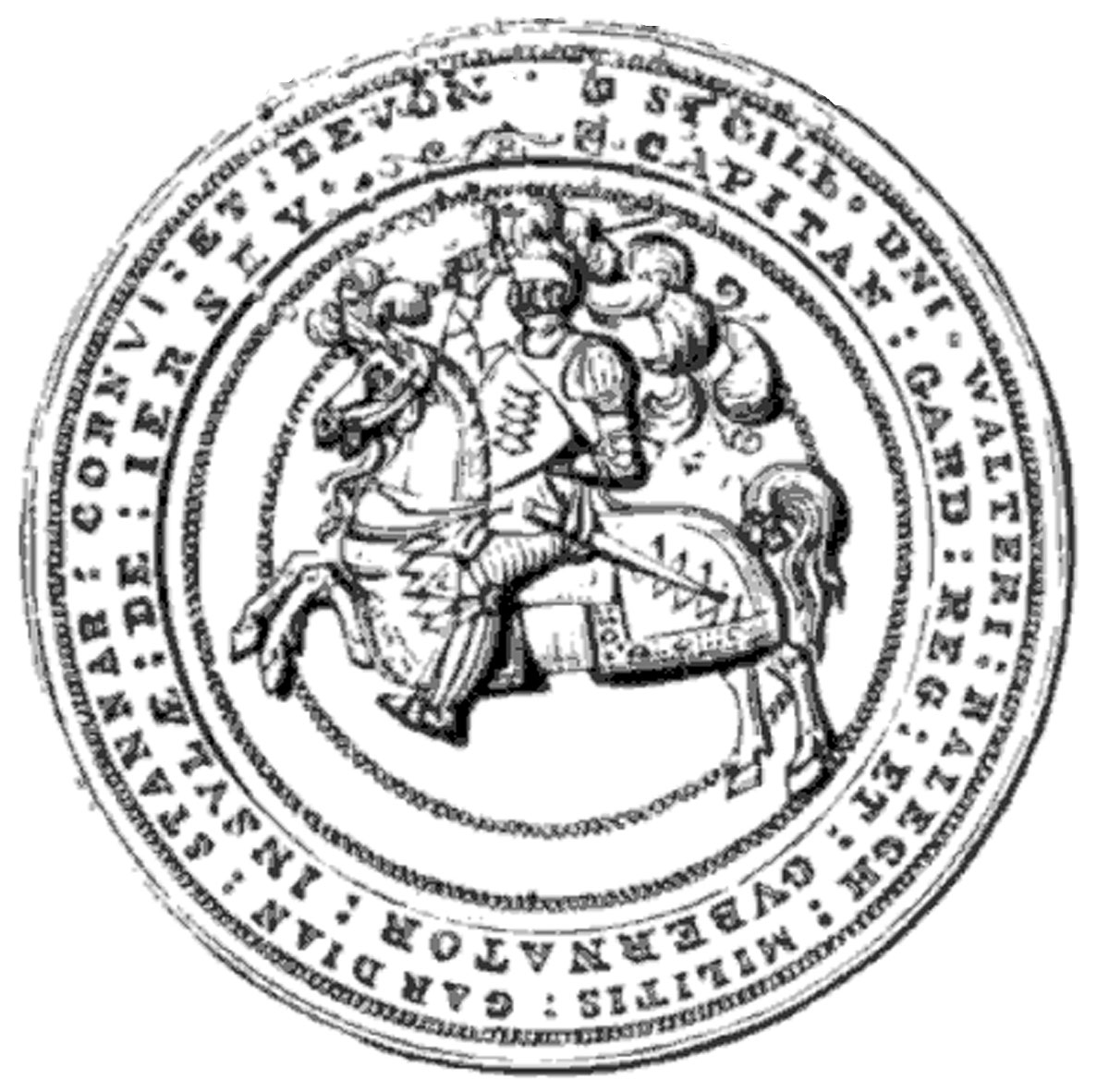
Segell de sir Walter Raleigh

El desembre del 1581, Raleigh va retornar a Anglaterra des d'Irlanda perquè la seva companyia s'havia dissolt. Va participar en la vida de la cort i esdevenir favorit d'Elisabet I d'Anglaterra. Les diverses històries sobre ell en aquest període són imprecises i probablement infundades.

## El Nou Món

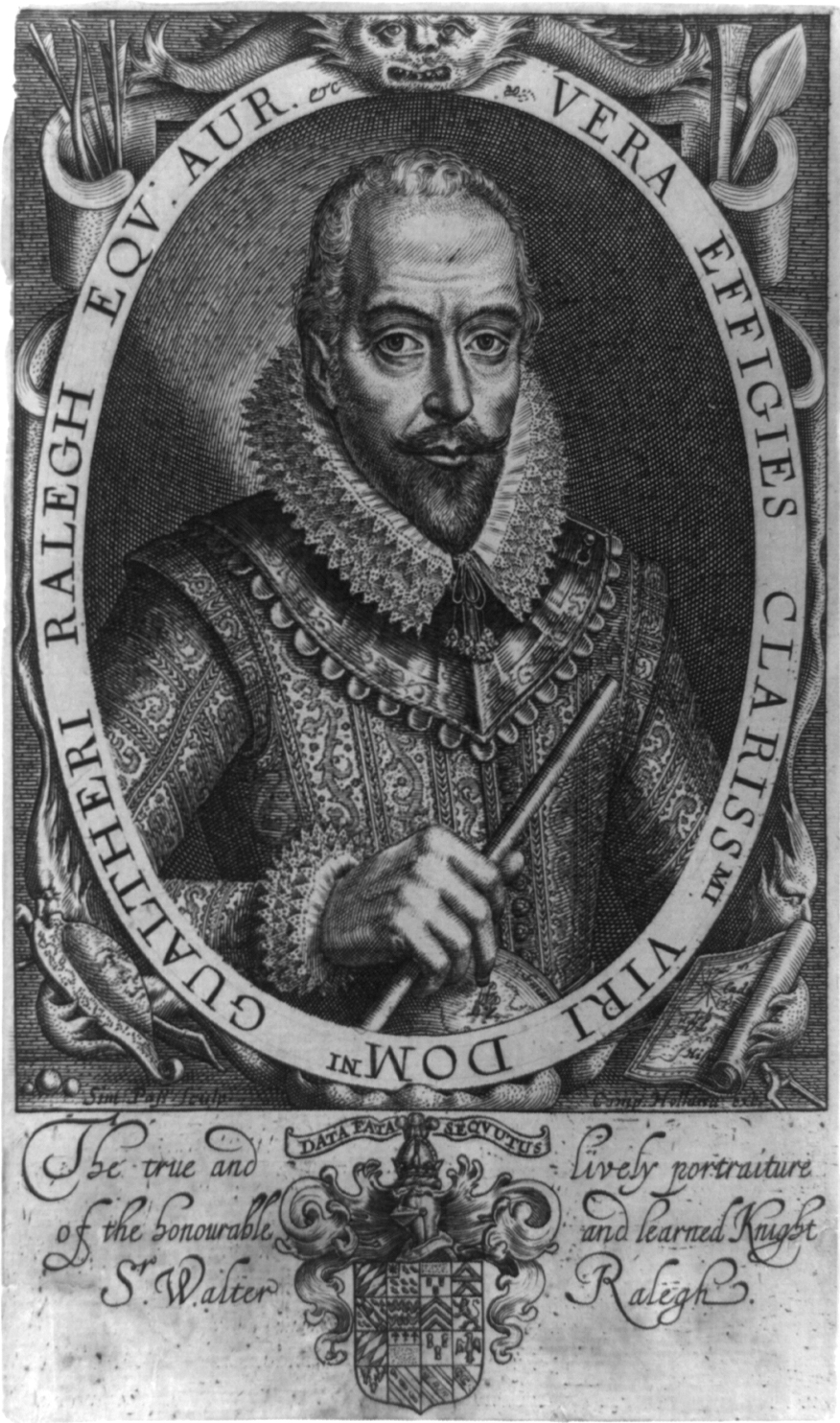
Retrat gravat de Raleigh

El pla de Raleigh de 1584 per a la colonització a la colònia de Virgínia (que incloïa els estats actuals de Carolina del Nord i Virgínia a Amèrica del Nord) acabava en fracàs a l'illa de Roanoke, però preparà el camí per a subsegüents colònies.
El 1587, Raleigh intentà una segona expedició, una altra vegada establint un enclavament a l'illa Roanoke. Aquesta vegada s'envià un grup més divers de pobladors, incloent-hi algunes famílies senceres, sota el govern de John White. Després d'un curt període a Amèrica, White fou enviat a Anglaterra per cercar més subministraments per a la colònia. Tanmateix, fou incapaç de tornar l'any següent com planejà perquè la reina havia demanat que tots els vaixells romanguessin a port per a la defensa eventual contra l'armada Invencible. L'amenaça de l'armada fou només Una de les raons perquè el retorn de White fos retardat fins al 1590. Després de la victòria d'Anglaterra sobre la flota espanyola el 1588, es donaren permisos per a la navegació de vaixells. Desafortunadament per als colonitzadors a Roanoke la petita flota feu una excursió cap a Cuba. Intentaren capturar vaixells mercants espanyols carregats de tresors dels quals se sabia que proliferaven en aquelles aigües en aquella època. Es diu que White tenia objeccions a aquesta incursió imprevista, però no fou capaç de dissuadir la tripulació. No fou fins al 1590, tres anys després de la seva partida, que el vaixell de subministrament arribà a la colònia, només per descobrir que tots els colonitzadors havien desaparegut.
L'única clau del seu destí fóra la paraula Croatoan i les lletres cro tallades en troncs d'arbre separats. Això suggerí la possibilitat que se'ls hagués massacrat, foren absorbits o presos pels Croatan, tribu ameríndia local, o potser una altra tribu nativa. Altres especulacions inclouen la mort per inanició, o estat escombrat o perdut en mar durant les tempestes de 1588. Un huracà impedí John White i la tripulació del vaixell de subministrament de visitar els Croatan per investigar la desaparició dels colons. No hi va haver intents de contactar-hi fins al cap d'alguns anys. De qualsevol manera, el destí dels colons es recorda ara com la «colònia perduda de l'illa De Roanoke» (Roanoke Colony).
El 1585, Raleigh fou armat cavaller i nomenat lord Warden of the Stannaries, de les mines de Cornualla i Devon, lord Lieutenant of Cornwall (lord tinent de Cornualla), i vicealmirall dels dos comtats (Vice-Admiral of the Coast). Tant el 1585 com el 1586, seia en el parlament britànic com a membre per Devonshire.
Raleigh nomenava el mestre d'aixa Richard Chapman, de Deptford, per construir un vaixell per a ell. Originalment anomenat Ark ('Arca'), esdevingué Ark Raleigh, seguint la convenció de l'època en què el vaixell prenia el nom del seu propietari. La reina Elisabet I d'Anglaterra, adquirí el vaixell de Raleigh el gener de 1587, per la suma de 5.000 £ (equivalent a unes £941.340 el 2010). Com a resultat, el vaixell fou rebatejat amb el nom de Royal Ark.

### Dècada de 1590

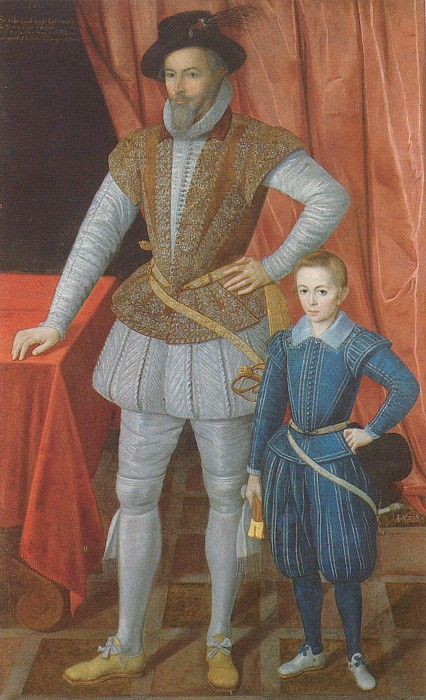
Raleigh i el seu fill Walter el 1602

El 1592, Raleigh rebé moltes recompenses de la reina, incloent-hi Durham House a Strand (Londres) i la propietat de Sherborne, Dorset. Fou nomenat Captain of the Yeomen of the Guard. Tanmateix, no li foren atorgades cap de les Great Offices of State. En l'any de l'armada Invencible (1588), Raleigh fou nomenat vicealmirall de Devon, cuidant les defenses costaneres i embargaments militars.
El 1591, Raleigh es casà secretament amb Elisabet "Bess" Throckmorton (o Throgmorton). Era una de les cambreres de la reina, onze anys més jove, i estava embarassada a l'època. Donà a llum un fill, del qual es creu que tenia el nom de Damerei, que fou donat a una dida a Durham House. L'infant no sembla que sobrevisqués, i Bess continuà les seves obligacions amb la reina. L'any següent, fou descobert el matrimoni desautoritzat i la reina demanà que s'empresonés Raleigh i que Bess fos allunyada de la cort. Raleigh fou alliberat de la presó per a repartir el botí del vaixell espanyol capturat Madre de Dios.
Passarien uns quants anys fins que Raleigh tornés a tenir el favor de la reina. La parella romangué dedicada l'un a l'altre. Durant les absències de Raleigh, Bess demostrà ser una administradora capaç de la fortuna i la reputació familiar. Tingueren dos fills més, Walter (conegut com a Wat) i Carew.
Raleigh va ser escollit burgess de Mitchell a Cornualla, al parlament del 1593. Es va retirar a la seva propietat a Sherborne on va construir una casa nova, completada el 1594, coneguda ara com a Sherborne Castle. Va fer amics en l'aristocràcia local, com sir Ralph Horsey de Clifton Maybank i Charles Thynne de Longleat. En aquest període, a l'ocasió un sopar festiu a Horsey, hi va haver una discussió airada sobre religió. Això va conduir a acusacions d'ateisme contra Raleigh.
El 1594, va llegir un relat espanyol sobre una gran ciutat daurada a les fonts del riu Caroní. Un any més tard, des de l'illa de Trinitat, que va capturar als espanyols va explorar el que és ara la Guyana i Veneçuela oriental a la recerca de Manoa, la ciutat llegendària. Un cop retornat a Anglaterra va publicar The Discovery of Guiana (La descoberta de Guiana) (1596), un recull del seu viatge en què exagerava les seves descobertes. El llibre és una contribució a la llegenda d'El Dorado. Encara que Veneçuela té dipòsits d'or, no hi ha cap prova que Raleigh trobés cap mina. També es diu, sense gaire fonament, que Raleigh descobrí el salto Angel.
El 1596 Raleigh va participar en la presa de Cadis i va ser ferit. Era també el segon comandant de la campanya de les Islands Voyage contra els dominis espanyols de les Açores el 1597. El 1597 va ser elegit diputat per a Dorset, i, el 1601, per a Cornualla. L'única persona que, en el període elisabetià, seia per tres comtats.

### Caiguda

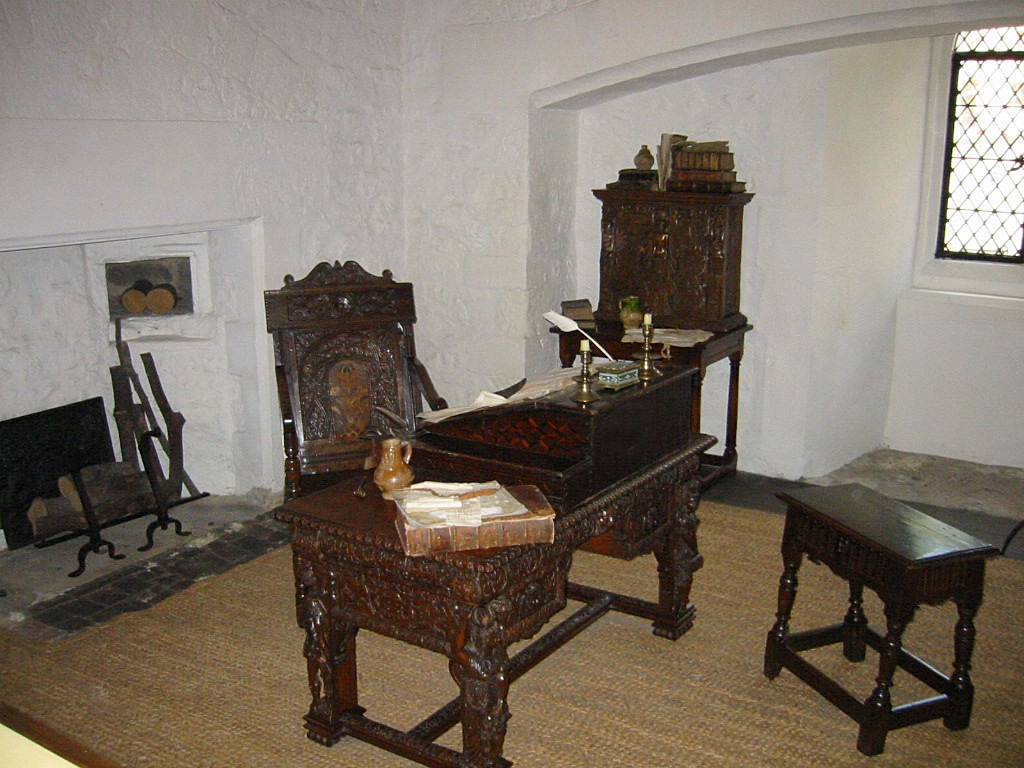
La cel·la de Raleigh, Bloody Tower, torre de Londres

Des de 1600 a 1603, com a governador de l'illa del Canal de Jersey, Raleigh va modernitzar les seves defenses i va fer construir un nou fort per protegir les afores de Saint Helier Fort Isabella Bellissima o castell d'Elisabet.
Recobrà breument el favor reial d'Elisabet I, ja que Elisabet morí el 1603, i Raleigh va ser arrestat a l'alberg Exeter Inn, a Ashburton al co'tat de Devon i empresonat a la torre de Londres el 19 de juliol. El 17 de novembre, Raleigh va ser jutjat al gran rebedor del castell de Winchester per traïció, per la presumpta implicació en el complot principal contra el rei Jaume. Raleigh va dirigir la seva defensa amb gran habilitat, que pot, en part, explicar per què el rei Jaume li va preservar la vida, malgrat el veredicte de culpabilitat. Va romandre a la torre fins al 1616. Mentre era empresonat, va escriure molts tractats i el primer volum de The History of the World (La història del món) sobre la història antiga de Grècia i Roma. El seu fill Carew va ser concebut i va néixer (1604) mentre Raleigh era empresonat a la torre.
El 1616, Raleigh va ser alliberat per dirigir una segona expedició a Veneçuela en la recerca d'El Dorado. Durant l'expedició, els soldats de Raleigh, sota comandament de Lawrence Keymis, van atacar el lloc avançat espanyol de Santo Tomé de Guayana al riu Orinoco. En l'atac inicial, el fill de Raleigh Walter va morir per una bala. Al retorn a Anglaterra, Diego Sarmiento de Acuña, comte de Gondomar i ambaixador espanyol a la cort anglesa, va demanar amb èxit que el rei Jaume restablís la pena de mort de Raleigh.

## Execució i seqüeles

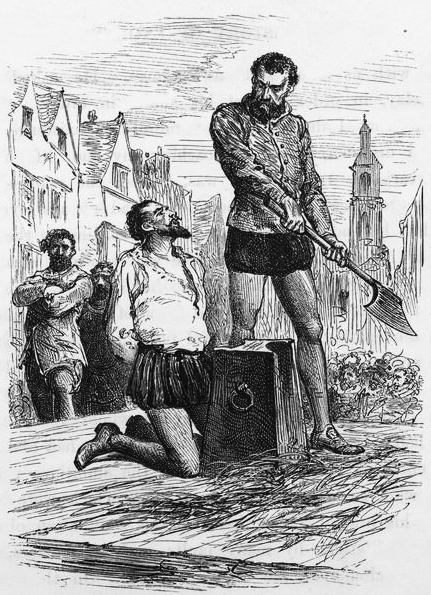
Execució de sir Walter Raleigh

Raleigh fou decapitat al palau de Whitehall el 29 d'octubre de 1618. En ser una de les persones que popularitzaren l'hàbit de fumar tabac a Anglaterra, va deixar a la seva cel·la la seva bossa de tabac dins d'un caixa, trobada després de l'execució. Hi havia la inscripció llatina: «Comes meus fuit illo miserrimo tempo» (Va ser el meu company en aquella època més desgraciada).
El seu cap va ser embalsamat i donat a la seva muller. El cos que inicialment hauria de ser enterrat a l'església local a Beddington, Surrey, la casa de lady Raleigh, però finalment va ser sebollit a Saint Margaret (Westminster), on encara es pot visitar la seva tomba. «Els lords», escrivia, «m'han donat el seu cadàver, encara que m'han negat la seva vida. Déu mantén el meu bon judici.»
 29 anys més tard, fou dipositat a la tomba de Raleigh a l'església de Santa Margarita.
Tot i que la popularitat de Raleigh havia disminuït considerablement des del seu auge elisabetià, la seva execució va ser vista per molts, tant a l'època com en endavant, com innecessària i injusta. Un dels jutges al seu judici posteriorment va dir: «La justícia d'Anglaterra mai no s'ha degradat i injuriat com per la condemna de l'honorable sir Walter Raleigh».

## Llegat
Raleigh, la capital estatal de Carolina del Nord, va ser anomenada així el 1792 en honor de sir Walter Raleigh, patrocinador de la colònia de Roanoke. La «colònia perduda» es commemora al Fort Raleigh National Historic Site a l'illa Roanoke, Carolina del Nord. També, una de les onze pensions del Royal Hospital School du el seu nom.
En la cultura popular, hi ha la cançó I'm So Tired dels Beatles, publicada a l'àlbum The White Album (L'àlbum blanc) del 1968 fa referència a ell. El 1986, Simon Jones va interpretar Raleigh en l'episodi «Patata» de la comèdia de situació de la BBC L'Escurçó Negre. El 2007 Clive Owen va interpretar el seu paper a la pel·lícula Elisabet: The Golden Age(Elisabet: L'edat d'or).